# Бентон (округ, Миссисипи)
Бентон (англ. Benton) — округ штата Миссисипи, США. Население округа на 2000 год составляло 8026 человек. Административный центр округа — город Ашленд.

## История
Округ Бентон основан в 1870 году.

## География
Округ занимает площадь 1054,1 км².

## Демография
Согласно переписи населения 2000 года, в округе Бентон проживало 8026 человек (данные Бюро переписи населения США).
Плотность населения составляла 7,6 чел./км².